# Circuito da Guia
Het Circuito da Guia is een stratencircuit in de Chinese bestuursregio Macau. Het circuit staat jaarlijks op de racekalender van het WTCC, en ontvangt de internationale Formule 3 series. Vanwege de lay-out en locatie wordt het circuit soms vergeleken met het Circuit de Monaco.

## Geschiedenis
De weg waarop het circuit ligt werd geopend in 1954. In 1967 werd het parcours voor het eerst gebruikt voor een GP-wegrace voor motorfietsen. Later werd het circuit vooral populair voor autoraces.

## Trivia
- Het Circuito da Guia is het enige circuit ter wereld waar een inhaalverbod geldt; in de "Meko Hairpin" mag niet worden gepasseerd.